# Artabotrys monteiroae
Artabotrys monteiroae este o specie de plante angiosperme din genul Artabotrys, familia Annonaceae, descrisă de Daniel Oliver. Conform Catalogue of Life specia Artabotrys monteiroae nu are subspecii cunoscute.